# بانک ملی انزلی
بانک ملی انزلی مربوط به دوره پهلوی اول است و در بندرانزلی، میدان امام خمینی واقع شده و این اثر در تاریخ ۱۱ مهر ۱۳۸۳ با شمارهٔ ثبت ۱۱۱۴۵ به‌عنوان یکی از آثار ملی ایران به ثبت رسیده است.